# Élections municipales de 1894 à Québec
Les élections municipales de 1894 à Québec se sont déroulées le 19 mars 1894.

## Contexte
1 siège d'échevin et 2 sièges de conseiller dans 10 quartiers sont en jeu. Les candidatures sont déposées le 12 mars 1894.

## Résultats

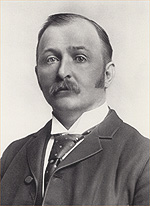
Simon-Napoléon Parent est choisi comme maire par les conseillers.

### Mairie
Le 2 avril 1894, les échevins élus se réunissent et choisissent Simon-Napoléon Parent comme maire de Québec. Ce dernier, alors député de Saint-Sauveur à l'Assemblée législative du Québec, avait préféré ne pas présenter de candidature aux élections en raison de ses occupations. Très populaire, il est quand même inscrit par les citoyens.

### Districts électoraux

#### Saint-Louis
| Candidat          | Profession | Voix | Pourcentage |
| ----------------- | ---------- | ---- | ----------- |
| Barnard Leonard   | Peintre    | ?    | ?           |
| George Rolt White | Rentier    | ?    | ?           |
| Total             | Total      | -    | 100 %       |

| Candidat                      | Profession  | Voix | Pourcentage |
| ----------------------------- | ----------- | ---- | ----------- |
| Edward Thomas Davies Chambers | Journaliste | ?    | ?           |
| Charles Panet Angers          | Avocat      | ?    | ?           |
| Cyrille Duquet                | Bijoutier   | ?    | ?           |
| Total                         | Total       | -    | 100 %       |

#### Palais
| Candidat         | Profession | Voix | Pourcentage |
| ---------------- | ---------- | ---- | ----------- |
| Georges Tanguay  | Marchand   | ?    | ?           |
| Alphonse Pouliot | Avocat     | ?    | ?           |
| Total            | Total      | -    | 100 %       |

| Candidat             | Profession | Voix | Pourcentage |
| -------------------- | ---------- | ---- | ----------- |
| Jules Tessier        | Avocat     | ?    | ?           |
| Roch Pascal Boisseau | Rentier    | ?    | ?           |
| Peter Johnson        | Rentier    | ?    | ?           |
| Michael Hurley       | Peintre    | ?    | ?           |
| Total                | Total      | -    | 100 %       |

#### Saint-Pierre
| Candidat      | Profession | Voix | Pourcentage |
| ------------- | ---------- | ---- | ----------- |
| Martin Foley  | Tailleur   | ?    | ?           |
| George Madden | Marchand   | ?    | ?           |
| Total         | Total      |      | 100 %       |

| Candidat                 | Profession   | Voix           | Pourcentage |
| ------------------------ | ------------ | -------------- | ----------- |
| Louis-Alexandre Boisvert | Restaurateur | Élu ipso facto | - %         |
| Misaël Thibaudeau        | Marchand     | Élu ipso facto | - %         |
| Total                    | Total        | -              | 100 %       |

#### Champlain
| Candidat   | Profession | Voix           | Pourcentage |
| ---------- | ---------- | -------------- | ----------- |
| John Hearn |            | Élu ipso facto | - %         |
| Total      | Total      | -              | 100 %       |

| Candidat            | Profession | Voix | Pourcentage |
| ------------------- | ---------- | ---- | ----------- |
| Daniel Griffin      | Arrimeur   | ?    | ?           |
| Edward Reynolds     | Conducteur | ?    | ?           |
| Charles Fitzpatrick | Avocat     | ?    | ?           |
| Total               | Total      | -    | 100 %       |

#### Saint-Jean
| Candidat         | Profession | Voix | Pourcentage |
| ---------------- | ---------- | ---- | ----------- |
| Samuel Bussières | Marchand   | ?    | ?           |
| David Ouellet    | Architecte | ?    | ?           |
| Total            | Total      | -    | 100 %       |

| Candidat                 | Profession | Voix | Pourcentage |
| ------------------------ | ---------- | ---- | ----------- |
| Pierre Joseph Côté       | Marchand   | ?    | ?           |
| Octave Théophile Poitras | Marchand   | ?    | ?           |
| Alfred Tanguay           | Marchand   | ?    | ?           |
| William Handford         | Rentier    | ?    | ?           |
| Total                    | Total      | -    | 100 %       |

#### Montcalm
| Candidat         | Profession | Voix           | Pourcentage |
| ---------------- | ---------- | -------------- | ----------- |
| François Delisle | Épicier    | Élu ipso facto | - %         |
| Total            | Total      | -              | 100 %       |

| Candidat          | Profession | Voix | Pourcentage |
| ----------------- | ---------- | ---- | ----------- |
| Noël Rancour      | Marchand   | ?    | ?           |
| Lawrence Stafford | Avocat     | ?    | ?           |
| Thomas Gilchen    | Rentier    | ?    | ?           |
| Total             | Total      | -    | 100 %       |

#### Saint-Roch
| Candidat                 | Profession | Voix | Pourcentage |
| ------------------------ | ---------- | ---- | ----------- |
| Joseph Ambroise Bélanger | Marbrier   | ?    | ?           |
| François-Xavier Drouin   | Avocat     | ?    | ?           |
| Charles A. Parent        | Marchand   | ?    | ?           |
| Total                    | Total      |      | 100 %       |

| Candidat               | Profession    | Voix | Pourcentage |
| ---------------------- | ------------- | ---- | ----------- |
| Joseph Honoré Gignac   | Marchand      | ?    | ?           |
| Thomas Duchaine        | Manufacturier | ?    | ?           |
| François-Xavier Drouin | Avocat        | ?    | ?           |
| Total                  | Total         |      | 100 %       |

#### Jacques-Cartier
| Candidat         | Profession | Voix | Pourcentage |
| ---------------- | ---------- | ---- | ----------- |
| Philéas Gagnon   | Tailleur   | ?    | ?           |
| Gaspard Rochette | Tanneur    | ?    | ?           |
| Total            | Total      |      | 100 %       |

| Candidat            | Profession  | Voix | Pourcentage |
| ------------------- | ----------- | ---- | ----------- |
| Napoléon Dussault   | Commerçant  | ?    | ?           |
| Jean Elie Martineau | Marchand    | ?    | ?           |
| Alphonse A. Déchêne | Manchonnier | ?    | ?           |
| Total               | Total       | -    | 100 %       |

#### Saint-Sauveur
| Candidat         | Profession | Voix | Pourcentage |
| ---------------- | ---------- | ---- | ----------- |
| Narcisse Dion    | Banquier   | ?    | ?           |
| François Kirouac | Rentier    | ?    | ?           |
| Total            | Total      |      | 100 %       |

| Candidat           | Profession | Voix | Pourcentage |
| ------------------ | ---------- | ---- | ----------- |
| Elzéar Pouliot     | Épicier    | ?    | ?           |
| Jean Baptiste Côté | Commerçant | ?    | ?           |
| Olivier Plamondon  | Boulanger  | ?    | ?           |
| Total              | Total      |      | 100 %       |

#### Saint-Vallier
| Candidat          | Profession    | Voix | Pourcentage |
| ----------------- | ------------- | ---- | ----------- |
| Michel Fiset      | Médecin       | ?    | ?           |
| Cléophas Rochette | Manufacturier | ?    | ?           |
| Total             | Total         | -    | 100 %       |

| Candidat              | Profession | Voix | Pourcentage |
| --------------------- | ---------- | ---- | ----------- |
| Simon-Napoléon Parent | Avocat     | ?    | ?           |
| Jean Drolet           | Boucher    | ?    | ?           |
| George Pâquet         | Rentier    | ?    | ?           |
| Total                 | Total      | -    | 100 %       |